# Mulseryds församling
Mulseryds församling var en församling i Skara stift inom Svenska kyrkan. Församlingen uppgick 2002 i Norra Mo församling.
Församlingen låg i Jönköpings kommun i Jönköpings län.
Församlingskyrka var Mulseryds kyrka.

## Administrativ historik
Församlingen har medeltida ursprung. Tidigt införlivades Jära församling
Församlingen var till 2002 annexförsamling i pastoratet Bottnaryd, Mulseryd och Angerdshestra.  2002 uppgick Mulseryds församling i Norra Mo församling.
Församlingskod var 068022.

## Areal
Mulseryds församling omfattade den 1 januari 1976 en areal av 112,4 kvadratkilometer, varav 109,9 kvadratkilometer land.